# Alfred Abel
Alfred Peter Abel, né le 12 mars 1879 à Leipzig et mort le 12 décembre 1937 à Berlin, est un acteur et réalisateur allemand. Son rôle le plus célèbre reste celui du maître de Metropolis en 1927, mais il traverse avec élégance quelques-uns des chefs-d’œuvre du cinéma allemand des années 1920, travaillant notamment pour Murnau, Lang et Lubitsch.

## Biographie
Né à Leipzig, Alfred Abel débute dans la vie comme jardinier et garde forestier, et étudie le dessin, mais son désir est de devenir acteur. Il fait ses débuts en Suisse, à Lucerne. Au début du siècle il rejoint Berlin où il travaille avec Max Reinhardt dans divers théâtres, puis au Deutsches Theater à partir de 1904.
En 1913, il est remarqué par Asta Nielsen qui l’aide à percer dans le monde du cinéma. L'année suivante, il fait ses débuts avec le rôle de l’étudiant Anselmus Aselmeyer dans Eine venezianische Nacht (La Nuit Vénitienne) mis en scène par Reinhardt. Grâce à son jeu discret et sensible, il devient rapidement un acteur recherché et joue pendant la Guerre aux côtés de Fern Andra (Wenn Menschen reif zur Liebe werden, 1916) ou Henny Porten (Die Dame, der Teufel und die Probiermamsell, 1918). La paix revenue, sa carrière se poursuit avec Rausch (1919) où il a pour partenaire Asta Nielsen, et Sappho (1921) avec Pola Negri.
Au début des années 1920, Abel envisage une carrière de réalisateur et crée la société de production Artifex Film. Mais le seul film produit par le studio, et réalisé par lui-même, Der Streik der Diebe (1921) est un échec commercial. L’année suivante cependant, il assoit sa position d’acteur en jouant dans trois films importants : dans Dr Mabuse de Fritz Lang, il est le comte Told, dandy raffiné et amateur d’art victime du diabolique docteur. Dans Phantom de Friedrich Wilhelm Murnau, il est Lorenz Lubota, le petit employé dont la vie est bouleversée par la vision d'une femme inaccessible, et dans Der falsche Dimitry (Le Faux Dimitri) il est le tsar Ivan le Terrible. En 1923, il joue dans l'adaptation de Die Buddenbrooks de Thomas Mann par Gerhardt Lamprecht, et dans Die Flamme (Montmartre) de Lubitsch, il est Gaston, le jouisseur qui provoque la perte de la courtisane repentie incarnée par Pola Negri. Il a également un petit rôle dans Der brennende Acker (La Terre qui flambe) de Murnau.
En 1924, il montre l’étendue de son talent en jouant un aventurier un peu louche dans l’unique comédie de Murnau, Die Finanzen des Grossherzogs (Les Finances du Grand-Duc). En 1926 il joue un fonctionnaire dans l’un des films sociaux de Gerhardt Lamprecht, Menschen Untereinander, et l'année suivante un trafiquant de drogue dans Laster der Menschheit. Cette même année, il est choisi par Fritz Lang pour incarner Joh Fredersen, le « maître » symbolisant les classes supérieures de la cité futuriste de Metropolis, dirigeant son empire avec des caméras de surveillance et faisant finalement alliance avec les ouvriers grâce à la médiation de son fils.
Désormais spécialisé dans les rôles d’hommes du monde, et avec la réputation d’être l’un des hommes les mieux habillés d’Europe, il est en particulier dans L’Argent (1928) de Marcel L’Herbier le banquier Gundermann, raffiné et amateur de chats, et dans Cagliostro (1929) de Richard Oswald, il incarne de façon crédible le Prince de Rohan. La même année il revient à la réalisation avec Narkose, adapté d’une nouvelle de Stefan Zweig et remarquable par la scène du rêve de l’héroïne.
Au début du cinéma parlant, Alfred Abel est relégué à des rôles secondaires d’hommes élégants, à la manière de Lewis Stone à Hollywood. Il joue cependant dans plusieurs bons films noirs comme Mary (1931) d’Alfred Hitchcock (la version allemande de Murder ! ), ou une comédie comme Die Koffer des Herrn O.F. (Les 13 Malles de Monsieur O. F.) (1931) où il est le maire de la petite ville d’Ostend. Dans Brennendes Geheimnis (Fin de Saison) de Siodmak, il est un homme mystérieux et séducteur. Il réalise encore deux films en 1934 et 1935, mais meurt prématurément en 1937.
Sa fille Ursula essaie alors de suivre les traces de son père, mais sa carrière est brisée parce qu’elle ne peut fournir un certificat d'aryanité.

## Filmographie

### Comme acteur

#### Années 1910
- 1913 : Sodoms Ende, écrit par Hermann Sudermann
- 1914 : Eine Venezianische Nacht, de Max Reinhardt
- 1914 : Die Geschichte der stillen Mühle, de Richard Oswald
- 1915 : § 51 StGB, de Andreas Van Horn
- 1915 : Lache, Bajazzo!, de Richard Oswald
- 1915 : Das Laster, de Richard Oswald
- 1916 : Das Spiel ist aus, de Rudolf Del Zopp
- 1916 : Ernst ist das Leben, de Fern Andra
- 1916 : Peter Lump, de William Wauer
- 1916 : Das Geständnis der grünen Maske,de Max Mack
- 1916 : Wenn Menschen reif zur Liebe werden, de Fern Andra
- 1917 : Der Seele Saiten schwingen nicht, de Fern Andra
- 1917 : Ein Blatt im Sturm... doch das Schicksal hat es verweht, de Fern Andra
- 1918 : Tanzendes Gift, d'après un roman de Ludwig Wolff
- 1918 : Lola Montez, de Robert Heymann
- 1918 : Drohende Wolken am Firmament, de Fern Andra
- 1918 : Die nach Glück und Liebe suchen, de Fern Andra
- 1918 : Nur ein Schmetterling, de Iva Raffay
- 1918 : Colomba, de Arzén von Cserépy
- 1918 : Es werde Licht! 4. Teil: Sündige Mütter, de Richard Oswald
- 1919 : Taumel, de Hubert Moest
- 1919 : Die Rote Herzogin ?
- 1919 : Rausch, de Ernst Lubitsch
- 1919 : Kameraden / Comrades (titre anglais), de Johannes Guter
- 1919 : Die Dame, der Teufel und die Probiermamsell, de Rudolf Biebrach
- 1919 : Lucas, Kapitel 15, de Alfred Halm
- 1919 : Eine Junge Dame aus guter Familie, de Hans Kuhnert
- 1919 : Die Geächteten, de Joseph Delmont

#### Années 1920
- 1920 : Wenn der junge Kaktus blüht de Alexander Erdmann-Jesnitzer
- 1920 : Der Ruf aus dem Jenseits de Richard Kirsch
- 1920 : Die Präriediva de Carl Boese
- 1920 : Mord... die Tragödie des Hauses Garrick de Siegfried Philippi
- 1920 : Fakir der Liebe de Erich Schönfelder
- 1920 : Die Frau ohne Seele de Léo Lasko
- 1920 : Die Frau im Himmel / The Woman in Heaven (titre anglais) de Johannes Guter
- 1920 : Tagebuch meiner Frau de Paul L. Stein
- 1920 : Der Schwarze Graf de Otz Tollen
- 1921 : Lotte Lore de Franz Eckstein
- 1921 : Geschichte des grauen Hauses 1 - Episode: Der Mord aus verschmähter Liebe, Die de Erik Lund
- 1921 : Die im Schatten gehen de Heinz Schall
- 1921 : Das Geheimnis von Bombay / The Secret of Bombay (titre anglais) de Artur Holz
- 1921 : Der Streik der Diebe d'Alfred Abel
- 1921 : Das Opfer der Ellen Larsen de Paul L. Stein
- 1921 : Die Große und die kleine Welt de Max Mack
- 1921 : Mann über Bord de Karl Grune
- 1921 : Grausige Nächte de Lupu Pick
- 1921 : Sappho / Mad love (titre anglais) de Dimitri Buchowetzki
- 1921 : Der Schrecken der roten Mühle de Carl Boese
- 1921 : Irrende Seelen de Carl Froelich
- 1922 : Zwischen Tag und Traum de Bruno Ziener
- 1922 : Die Nacht der Medici de Karl Grune
- 1922 : Die Jagd nach der Frau de Bruno Ziener
- 1922 : Die Intrigen der Madame de la Pommeraye de Fritz Wendhausen
- 1922 : La Terre qui flambe de F.W. Murnau
- 1922 : Menschenopfer de Carl Wilhelm
- 1922 : Docteur Mabuse le joueur de Fritz Lang
- 1922 : Le Fantôme de F.W. Murnau
- 1922 : Bigamie de Rudolf Walther-Fein
- 1922 : Der Falsche Dimitri / The False Dimitri (titre anglais) de Hans Steinhoff
- 1923 : Das Laster des Spiels de Dimitri Buchowetzki
- 1923 : Im Rausch der Leidenschaft de Guido Parish
- 1923 : Arme Sünderin de Pier Antonio Gariazzo
- 1923 : Die Flamme de Ernst Lubitsch
- 1923 : Die Prinzessin Suwarin de Johannes Guter
- 1923 : Die Buddenbrooks de Gerhard Lamprecht
- 1923 : Scheine des Todes de Lothar Mendes
- 1924 : Das Spiel mit dem Schicksal de Siegfried Philippi
- 1924 : Les Finances du grand-duc (titre anglais) (de F.W. Murnau
- 1924 : Dudu, ein Menschenschicksal de Rudolf Meinert
- 1924 : Das Spiel der Liebe de Guido Parish
- 1924 : Mensch gegen Mensch de Hans Steinhoff
- 1924 : Die Frau im Feuer de Carl Boese
- 1925 : Der Herr Generaldirektor de Fritz Wendhausen
- 1925 : Der Gardeoffizier de Robert Wiene
- 1925 : Die Feuertänzerin de Robert Dinesen
- 1926 : Der Bankkrach unter den Linden de Paul Merzbach
- 1926 : 117 bis Grande Rue de Gerhard Lamprecht
- 1926 : Die lachende Grille de Friedrich Zelnik
- 1927 : Metropolis de Fritz Lang
- 1927 : Une Dubarry moderne (Eine Dubarry von heute) d'Alexander Korda
- 1927 : Die Tragödie eines Verlorenen de Hans Steinhoff
- 1927 : Laster der Menschheit de Rudolf Meinert
- 1927 : La Goutte de venin de Maurice Elvey
- 1927 : Ein Tag der Rosen im August... de Max Mack
- 1927 : Das tanzende Wien (Dancing Vienna) de Frederic Zelnik
- 1928 : Eine Nacht in Yoshiwara de Emmerich Hanus
- 1928 : Ariane im Hoppegarten de Robert Dinesen
- 1928 : Das Geheimnis von Genf / The Man with the Limp (titre anglais) de Willy Reiber et Franz Seitz
- 1928 : Jahrmarkt des Lebens de Béla Balogh
- 1928 : Wer das Scheiden hat erfunden de Wolfgang Neff
- 1928 : Princesse Olala (Prinzessin Olala) de Robert Land
- 1928 : Rasputins Liebesabenteuer / The Rasputin: The Holy Devil (titre anglais) de Martin Berger
- 1928 : Heut' spielt der Strauss / Strauss, the Waltz King (titre anglais) de Conrad Wiene
- 1928 : L'Argent de Marcel L'Herbier
- 1929 : Mein Herz ist eine Jazzband de Frederic Zelnik
- 1929 : Cagliostro (Cagliostro - Liebe und Leben eines großen Abenteurers) de Richard Oswald
- 1929 : Narkose d'Alfred Abel
- 1929 : Giftgas de Mikhail Dubson
- 1929 : Ehe in Not de Richard Oswald

#### Années 1930
- 1930 : Sei gegrüßt, Du mein schönes Sorrent de Romano Mengon
- 1930 : Dolly macht Karriere / Dolly's Way to Stardom (titre anglais) de Anatole Litvak
- 1931 : 1914, fleurs meurtries (1914, die letzten Tage vor dem Weltbrand) de Richard Oswald
- 1931 : Das Schicksal der Renate Langen / The Fate of Renate Langen (titre anglais) de Rudolf Walther-Fein
- 1931 : Mary d'Alfred Hitchcock
- 1931 : Das Ekel / The Scoundrel (titre anglais) d'Eugen Schüfftan et Franz Wenzler
- 1931 : Meine Frau, die Hochstaplerin de Kurt Gerron
- 1931 : Le congrès s'amuse (Der Kongreß tanzt) (non crédité) de Erik Charell et Jean Boyer
- 1931 : Der Herzog von Reichstadt de Viktor Tourjansky
- 1931 : Der Herr Bürovorsteher / The Office Manager (titre anglais) de Hans Behrendt
- 1931 : Les Treize Malles de monsieur O. F. (Die Koffer des Herrn O.F.) d'Alexis Granowsky
- 1932 : Johnny stiehlt Europa / Johnny Steals Europe (titre anglais) de Harry Piel
- 1932 : Johann Strauss, k. u. k. Hofkapellmeister / Viennese Waltz (titre anglais) de Conrad Wiene
- 1932 : La Belle Aventure (Das Schöne Abenteuer) de Reinhold Schünzel
- 1932 : Das Mädel vom Montparnasse / La Petite de Montparnasse (titre français) de Franz Schulz
- 1932 : Spione im Savoy-Hotel / The Gala Performance (titre anglais) de Frederic Zelnik
- 1932 : Der weiße Dämon / The White Demon (titre anglais) de Kurt Gerron
- 1932 : Kampf d'Erich Schönfelder
- 1933 : Salon Dora Green / The House of Dora Green (titre anglais) de Henrik Galeen
- 1933 : Manolescu, der Fürst der Diebe de Georg C. Klaren et Willi Wolff
- 1933 : Fin de saison (Brennendes Geheimnis) de Robert Siodmak
- 1933 : Die Kleine Schwindlerin / The Little Crook (titre anglais) de Johannes Meyer
- 1933 : Wege zur guten Ehe de Adolf Trotz
- 1934 : Die Liebe siegt / Love Conquers (titre anglais) de Georg Zoch
- 1934 : Eine Siebzehnjährige de Arthur Maria Rabenalt
- 1935 : Viktoria de Carl Hoffmann
- 1936 : Kater Lampe de Veit Harlan
- 1936 : Ein Seltsamer Gast / A Strange Guest (titre anglais) de Gerhard Lamprecht
- 1936 : Skandal um die Fledermaus de Herbert Selpin
- 1936 : Maria, die Magd / Maria, the Servant (titre anglais) de Veit Harlan
- 1936 : Spiel an Bord de Herbert Selpin
- 1936 : Das Hofkonzert / The Court Concert (titre anglais) de Douglas Sirk
- 1937 : Millionenerbschaft de Arthur Maria Rabenalt
- 1937 : Und du mein Schatz fährst mit de Georg Jacoby
- 1937 : Les Sept Gifles (Sieben Ohrfeigen / Seven Slaps) de Paul Martin
- 1937 : Huis clos de Paul Wegener
- 1937 : Millionäre de Karlheinz Martin
- 1938 : Frau Sylvelin de Herbert Maisch

### Comme réalisateur
- 1921 : Streik der Diebe, Der
- 1929 : Narkose
- 1933 : Glückliche Reise (Bon voyage - titre français)
- 1933 : Alles um eine Frau (Everything for a Woman - titre anglais)